# Racotis maculata
Racotis maculata là một loài bướm đêm trong họ Geometridae.